# Альседо
Альседо (исп. Volcán Alcedo) — щитовой вулкан в центре острова Исабела, Эквадор. Расположен между вулканами Дарвин (на севере) и Санто-Томас (на юге). Почти симметричный, высота — 1100 метров. Для таких размеров и высоты вулкан имеет большую кальдеру — диаметром 7—8 км и глубиной 270 метров.
Единственный вулкан на островах Галапагос, который сложен риолитами. Также в состав почв входят и базальты. Возник в конце плейстоцена, произведя при этом более 1 км³ извергнутой риолитовой лавы из нескольких трещин вулкана. В кальдере находятся активные гидротермальные источники, на юге на протяжении 1,2 км кальдеры расположены фумаральные поля, гейзеры, которые пускают газы. Вблизи вулкана живёт популяция из 4 тыс. черепах, игуан и нелетающих бакланов.
В настоящий период зафиксировано официально 3 извержения вулкана, последнее из которых произошло 5 декабря 1993 года. В результате этой активности появилось 2 новых кратера на южной стороне кальдеры. Эти данные были получены вулканологами в период 16-18 февраля 1994 года, их данные также подтвердили данные, зафиксированные с воздуха. В основном активность вулкана происходит из боковых трещин кальдеры.